# 斯特朗赫斯特鎮區 (伊利諾伊州亨德森縣)
斯特朗赫斯特鎮區（英語：Stronghurst Township）是位於美國伊利諾伊州亨德森縣的一個行政鎮區。

## 地方資料
根據2010年美國人口普查的數據，斯特朗赫斯特鎮區的面積為93.00平方千米，當中陸地面積為93.00平方千米，而水域面積為0.00平方千米。當地共有人口1036人，而人口密度為每平方千米11.14人。